# Carl August Breitenstein
Carl August Breitenstein (Amsterdam, 23 december 1864 - Velsen, 5 september 1921) was een Nederlands kunstschilder en graficus.

## Leven
Breitenstein studeerde van 1884 tot 1889 aan de Rijksakademie van beeldende kunsten te Amsterdam, onder Barend Wijnveld en August Allebé. Hij werkte in een door de Haagse School beïnvloedde stijl, 'en plein air', in een vlot geschilderde losse toets, met kenmerken van het impressionisme. Hij maakte voornamelijk landschappen, maar ook stads- en havengezichten, duinlandschappen en bloemstillevens. Vanaf 1893 werkte hij in en rondom Velsen. Hij was bevriend met Floris Arntzenius. 
Breitenstein was lid van Sint Lucas en Arti et Amicitiae. Hij was getrouwd met Wilhelmina Jacoba Insinger, met wie hij drie kinderen kreeg. Hij overleed in 1921, 56 jaar oud.

## Galerij

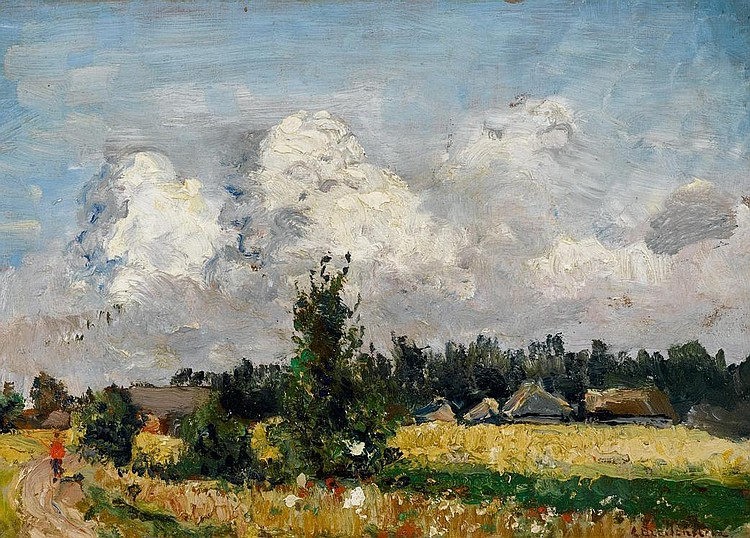
Zomers landschap
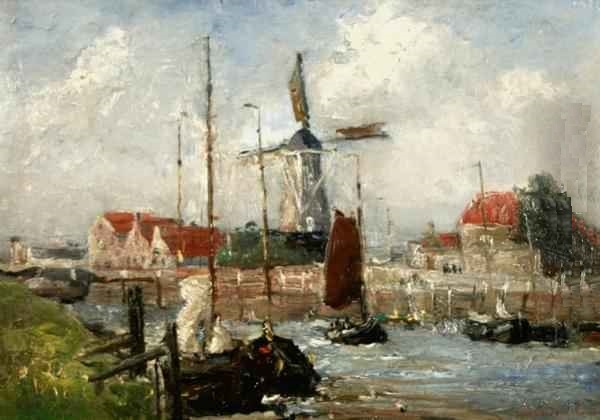
Gezicht op Zierikzee
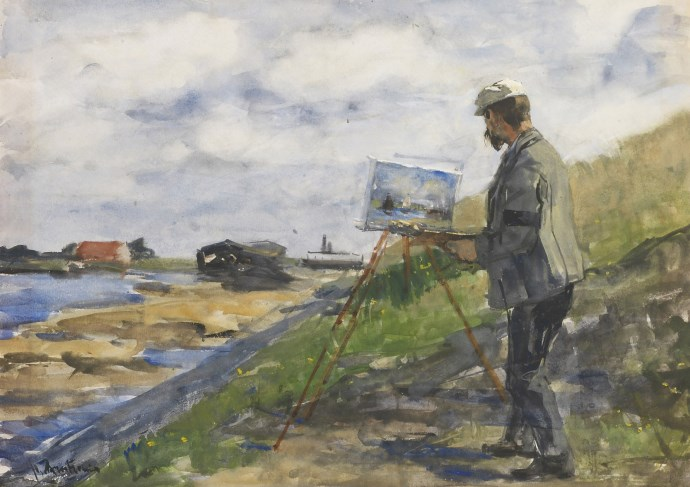
Floris Arntzenius: De kunstschilder Carl August Breitenstein aan het werk

- Biografisch Portaal: 06033506
- RKD-Nederlands Instituut voor Kunstgeschiedenis: 12315
- Union List of Artist Names: 500010128
- Virtual International Authority File: 95742825